# マイケル・チョプラ
ロッキー・マイケル・チョプラ（Rocky Michael Chopra, 1983年12月23日 - ）は、イングランド・ニューカッスル・アポン・タイン出身の元サッカー選手。ポジションはフォワード。

## 経歴
イングランド人の母とインド人の父の間に生まれ、インド人の親をもつ選手としては初めてプレミアリーグでプレーし得点した選手である。
2016年シーズンよりISLのケーララ・ブラスターズFCに復帰。10月14日のムンバイ・シティFC戦で移籍後初ゴールを挙げ1-0で勝利し、ムンバイ・シティに初黒星を付けると共にケーララのシーズン初勝利に貢献した。

## 人物
2012年10月に発覚したイギリス競馬八百長事件に関与していたとして英国競馬統括機構（BHA）より処分を受けている。
現役時代にギャンブル依存症に陥り、リハビリ施設への入院経験がある。2008年9月には妻への家庭内暴力の通報を受けた警察がチョプラの自宅へ駆けつけている。子供を授かったが、結婚してから4週間後には別居状態となり、結婚後7ヶ月目には離婚している。2011年12月には、ギャンブルでの借金返済の為に、当時所属していたイプスウィッチ・タウンFCから25万ポンドの融資を行った。
2020年には、ニューカッスル・ユナイテッドFCの経営権取得を目指すコンソーシアムに、アラン・シアラーと共に関与していた。

## 所属クラブ
- ニューカッスル・ユナイテッドFC 2002-2006

→  ワトフォードFC 2003 (loan)
→  ノッティンガム・フォレストFC 2004 (loan)
→  バーンズリーFC 2005 (loan)
- カーディフ・シティFC 2006-2007
- サンダーランドAFC 2007-2009

→  カーディフ・シティFC 2008.11-2009.1 (loan)
→  カーディフ・シティFC 2009.2-5 (loan)
- カーディフ・シティFC 2009-2011
- イプスウィッチ・タウンFC 2011-2013
- ブラックプールFC 2013-2014
- ケーララ・ブラスターズFC 2014
- アロア・アスレティックFC 2015-2016
- ケーララ・ブラスターズFC 2016-